# 林裕
林 裕（はやし ゆたか、1922年7月7日 - 1986年10月19日）は、日本の囲碁に関する評論家、編集者、観戦記者、研究家。日本棋院所属の後に執筆に専念。

## 来歴
東京渋谷出身。姉が福原義虎七段と結婚した縁で、1941年頃から日本棋院に出入りするようになる。1943年に学徒動員で応召。
1946年、中央大学法学部卒。戦後1948年に、村島誼紀らが『碁の新聞』を出す際に編集を任される（3号で終刊）。その後『棋道』編集の手伝いをしていて、1950年日本棋院事務局に入り、『棋道』『囲碁クラブ』や棋書を編集。編集部長、中央会館事務局長を務め、1968年には「囲碁史展」（日本橋東急百貨店）を主導した。1969年退職。
1965年、梶原武雄を団長とする囲碁使節団の副団長として中国を訪問。
並行して1950-78年には『共同通信』『東京新聞』『毎日新聞』で観戦記を執筆。以後は著作と研究に専念、『日本囲碁大系』の編纂などを手がけた。
1983年大倉賞受賞。全日本学生囲碁連盟理事、関東学生囲碁連盟常務理事も務めた。

## 著作
- 『新囲碁全書 上達の手びき』編著　金園社、1962年 実用百科選書
- 『囲碁百科辞典』金園社 1965年
- 『囲碁入門』鶴書房、1967年
- 『囲碁風雲録 昭和の大勝負』人物往来社、1968年 - 大正13年の日本棋院創立から昭和43年まで
- 『囲碁風雲録　上下』講談社、1984年 - 明治初期から - 幕末期から昭和58年まで
- 『現代囲碁大系別巻 現代囲碁史概説・現代囲碁史年表』講談社、1984年

編著
- 『日本囲碁大系』全18巻（総編集）筑摩書房、1975-76年
  - 各巻末では「人とその時代」を執筆。
- 『本因坊秀栄全集』歴史図書社 1977年
- 林元美『爛柯堂棋話 昔の碁打ちの物語』1-2 校注 平凡社〈東洋文庫〉、1978年
- 林応龍『適情録』呉清源解説、貝塚茂樹、宇野精一、松丸道雄、景嘉共編 全20巻+解説2冊 組本社 1980年（全20巻+解説4冊 同朋舎メディアプラン、2004年）
- 『現代囲碁大系』全48巻（講談社、1980-84年）編集主幹

他に、『棋道』で1974年に「大正囲碁史」連載、1978-79年に「明治囲碁史」連載、1986年に「林裕の囲碁ウンチク講義録」連載。1978年に筑摩書房が潰れたのは、林が『日本囲碁大系』を出させたとからだという噂も流れた。